# Liste der Länderspiele der kroatischen Futsalnationalmannschaft der Frauen
Die nachfolgende Liste enthält alle Länderspiele der kroatischen Futsalnationalmannschaft der Frauen, die der Fußballverband von Kroatien, der Hrvatski nogometni savez (HNS), im Jahr 2018 gegründet hat. Futsal ist die einzige von der FIFA anerkannte Variante des Hallenfußballs. Bisher wurden drei Länderspiele ausgetragen.

## Länderspielübersicht
Legende
- Erg. = Ergebnis
- n. V. = nach Verlängerung
- i. S. = im Sechsmeterschießen
- abg. = Spielabbruch
- H = Heimspiel
- A = Auswärtsspiel
- * = Spiel auf neutralem Platz
- Hintergrundfarbe grün = Sieg
- Hintergrundfarbe gelb = Unentschieden
- Hintergrundfarbe rot = Niederlage

| Nr.                       | Datum      | Erg. | Gegner    |   | Austragungsort                             | Anlass                                  | Bemerkungen |
| ------------------------- | ---------- | ---- | --------- | - | ------------------------------------------ | --------------------------------------- | --- |
| 1                         | 12.09.2018 | 6:2  | Slowenien | H | Karlovac, Školska sportska dvorana Mladost | Europameisterschaft 2019- Qualifikation | Erstes Heimspiel Erster Sieg Erster Heimsieg Höchster Sieg Höchster Heimsieg Erstes Länderspiel gegen Slowenien   |
| 2                         | 13.09.2018 | 3:2  | Schweden  | H | Karlovac, Školska sportska dvorana Mladost | Europameisterschaft 2019- Qualifikation | Erstes Länderspiel gegen Schweden                                                                                 |
| 3                         | 15.09.2018 | 0:9  | Russland  | H | Karlovac, Školska sportska dvorana Mladost | Europameisterschaft 2019- Qualifikation | Erste Niederlage Erste Heimniederlage Höchste Niederlage Höchste Heimniederlage Erstes Länderspiel gegen Russland |
| Stand: 16. September 2018 |            |      |           |   |                                            |                                         | |

## Statistik
In der Statistik werden nur die offiziellen Länderspiele berücksichtigt.
Legende
- Sp. = Spiele
- Sg. = Siege
- Uts. = Unentschieden
- Ndl. = Niederlagen
- Hintergrundfarbe grün = positive Bilanz
- Hintergrundfarbe gelb = ausgeglichene Bilanz
- Hintergrundfarbe rot = negative Bilanz

### Gegner
| Land      | Kontinentalverband | Sp. | Sg. | Uts. | Ndl. | Torverhältnis |
| --------- | ------------------ | --- | --- | ---- | ---- | ------------- |
| Russland  | UEFA               | 1   | 0   | 0    | 1    | 0:9           |
| Schweden  | UEFA               | 1   | 1   | 0    | 0    | 3:2           |
| Slowenien | UEFA               | 1   | 1   | 0    | 0    | 6:2           |
| Gesamt    | Gesamt             | 3   | 2   | 0    | 1    | 09:13         |

### Kontinentalverbände
| Kontinentalverband                 | Sp. | Sg. | Uts. | Ndl. | Torverhältnis |
| ---------------------------------- | --- | --- | ---- | ---- | ------------- |
| AFC (Asien)                        | 0   | 0   | 0    | 0    | 0:0           |
| CAF (Afrika)                       | 0   | 0   | 0    | 0    | 0:0           |
| CONCACAF (Nord- und Mittelamerika) | 0   | 0   | 0    | 0    | 0:0           |
| CONMEBOL (Südamerika)              | 0   | 0   | 0    | 0    | 0:0           |
| OFC (Ozeanien)                     | 0   | 0   | 0    | 0    | 0:0           |
| UEFA (Europa)                      | 3   | 2   | 0    | 1    | 09:13         |
| Gesamt                             | 3   | 2   | 0    | 1    | 09:13         |

### Anlässe
| Anlass                                   | Sp. | Sg. | Uts. | Ndl. | Torverhältnis |
| ---------------------------------------- | --- | --- | ---- | ---- | ------------- |
| Europameisterschaft-Qualifikationsspiele | 3   | 2   | 0    | 1    | 09:13         |
| Freundschaftsspiele                      | 0   | 0   | 0    | 0    | 0:0           |
| Gesamt                                   | 3   | 2   | 0    | 1    | 09:13         |

### Spielarten
| Spielart                       | Sp. | Sg. | Uts. | Ndl. | Torverhältnis |
| ------------------------------ | --- | --- | ---- | ---- | ------------- |
| Heimspiele (H)                 | 3   | 2   | 0    | 1    | 09:13         |
| Spiele auf neutralem Platz (*) | 0   | 0   | 0    | 0    | 0:0           |
| Auswärtsspiele (A)             | 0   | 0   | 0    | 0    | 0:0           |
| Gesamt                         | 3   | 2   | 0    | 1    | 09:13         |

### Austragungsorte
| Austragungsort | Land     | Sp. | Sg. | Uts. | Ndl. | Torverhältnis |
| -------------- | -------- | --- | --- | ---- | ---- | ------------- |
| Karlovac       | Kroatien | 3   | 2   | 0    | 1    | 09:13         |
| Gesamt         | Gesamt   | 3   | 2   | 0    | 1    | 09:13         |

### Spielergebnisse
|      | Gegentore | Gegentore | Gegentore | Gegentore | Gegentore | Gegentore | Gegentore | Gegentore | Gegentore | Gegentore |
| Tore | 0         | 1         | 2         | 3         | 4         | 5         | 6         | 7         | 8         | 9         |
| ---- | --------- | --------- | --------- | --------- | --------- | --------- | --------- | --------- | --------- | --------- |
| 0    | -         | -         | -         | -         | -         | -         | -         | -         | -         | 1         |
| 1    | -         | -         | -         | -         | -         | -         | -         | -         | -         | -         |
| 2    | -         | -         | -         | -         | -         | -         | -         | -         | -         | -         |
| 3    | -         | -         | 1         | -         | -         | -         | -         | -         | -         | -         |
| 4    | -         | -         | -         | -         | -         | -         | -         | -         | -         | -         |
| 5    | -         | -         | -         | -         | -         | -         | -         | -         | -         | -         |
| 6    | -         | -         | 1         | -         | -         | -         | -         | -         | -         | -         |